# Garten der Aromen
Beim Jardin des Saveurs („Garten der Aromen“) im lothringischen Laquenexy handelt es sich um einen aus 18 Gartenräumen bestehenden Garten, der alle Sinne ansprechen will.
Anlässlich des 100-jährigen Jubiläums der Obst- und Weinbau-Versuchsstation im Jahre 2004 wurde das Zentrum für Obstexperimente des Départements Moselle in „Les Jardins Fruitiers de Laquenexy“ umbenannt. Es ermöglichte dem Generalrat Moselle, dem Eigentümer des Geländes, auch den Jardin des Saveurs ins Leben zu rufen.
Heute besuchen den Garten jährlich mehr als 190.000 Besucher.